# Volkan Fındıklı
Volkan Fındıklı (sinh 13 tháng 10 năm 1990 in Thổ Nhĩ Kỳ) là một cầu thủ bóng đá Thổ Nhĩ Kỳ, hiện đang thi đấu ở vị trí hậu vệ cho Konyaspor ở Süper Lig.
Fındıklı bắt đầu sự nghiệp ở Marmaris Belediye GSK, và đi qua nhiều đội bóng khác trong hệ thống giải bóng đá Thổ Nhĩ Kỳ.